# Березняк (Татарстан)
Березняк (тат. Бучирмә) — село в Кукморском районе Республики Татарстан, административный центр Березнякского сельского поселения.

## Этимология
Топоним произошёл от оронимического термина «березняк» (берёзовый лес, роща).

## География
Село находится на правом притоке реки Ошторма, в 16 км к юго-западу от районного центра — города Кукмора.

## История
Основание села относят к XVIII веку. Село было также известно под названиями Итемган-Березник, Вощерма, Бучирма.
В XVIII веке и вплоть до 1860-х годов, жителей села причисляли к государственным крестьянам. Занимались земледелием, разведением скота.
По сведениям 1859 года, здесь была мечеть.
В начале XX века в селе действовали мечеть, мектеб (с 1904 г.), 2 мельницы, 2 мелочные лавки. В этот период земельный надел сельской общины составлял 1257,3 десятин. В 1906 году было построено здание и открыто медресе.
До 1920 года село входило в Асан-Илгинскую волость Мамадышского уезда Казанской губернии. С 1920 года в составе Мамадышского кантона ТАССР. С 10.08.1930 в Кукморском, с 01.02.1963 в Сабинском, с 12.01.1965 в Кукморском районах.
В 1930 году в селе был организован колхоз, с 1993 года село в составе общества с ограниченной ответственностью «Алга», с 2009 года — общества с ограниченной ответственностью «Асанбаш», с 2014 года — филиала «Сэт иле — Асанбаш», с 2017 года — общества с ограниченной ответственностью «Асанбаш-Агро».

## Население
| 1782 | 1859 | 1897 | 1908 | 1920 | 1926 | 1938 | 1949 | 1970 | 1979 | 1989 | 2000 | 2002 | 2010 | 2017 |
| ---- | ---- | ---- | ---- | ---- | ---- | ---- | ---- | ---- | ---- | ---- | ---- | ---- | ---- | ---- |
| 82   | 496  | 680  | 698  | 729  | 594  | 580  | 421  | 425  | 398  | 345  | 372  | 383  | 356  | 370  |

Национальный состав села — татары.

## Экономика
Жители занимаются полеводством, молочным скотоводством, работают преимущественно в обществе с ограниченной ответственностью «Асанбаш-Агро», крестьянских (фермерских) хозяйствах.

## Инфраструктура
В селе действуют средняя школа (с 1917 г. как начальная), детский сад (с 1987 г.), дом культуры (с 1971 г.), библиотека (с 1965 г.), фельдшерско-акушерский пункт (с 1971 г.).

## Религия
2 мечети (1992 и 2018 гг.).